# Southern Dobunnic Group
Als Southern Dobunnic Group (Südlich Dobunnische Gruppe) wird in der Forschung eine Gruppe von Mosaiken aus Britannien bezeichnet, die gewisse Gemeinsamkeiten aufweisen, so dass vermutet werden kann, dass sie alle aus einer einzigen Werkstatt stammen, die wahrscheinlich ihren Sitz in Aquae Sulis (dem modernen Bath) hatte. Typisch für diese Mosaiken sind Swastika-Mäander-Muster, blaue, einfache Rauten, ineinander greifende Kreise, ein Kelch. Die Werkstatt operierte in der zweiten Hälfte des vierten Jahrhunderts n. Chr.
Die moderne Bezeichnung Southern Dobunnic Group leitet sich vom keltischen Stamm der Dobunni ab, der zur Römerzeit in der Gegend des Avon im südwestlichen Britannien lebte. Die Gruppierung setzt ein von David J. Smith 1969 begründetes System fort, das römische Mosaiken in Britannien mit ähnlichen Mustern und Motiven einzelnen Schulen oder Werkstätten zuordnet. Die Gruppen werden meist nach der römischen Stadt benannt, in der der Sitz einer Werkstätte vermutet wird, manchmal auch nach der Region, in der die Mosaiken gefunden wurden. Stephen R. Cosh schlug 1998 die Bezeichnung Southern Dobunnic Group für Mosaiken in Südwestengland vor, darunter jene der Villa Rustica in der Gemeinde Wellow in Somerset und der Villa Rustica bei Littlecote in Wiltshire.

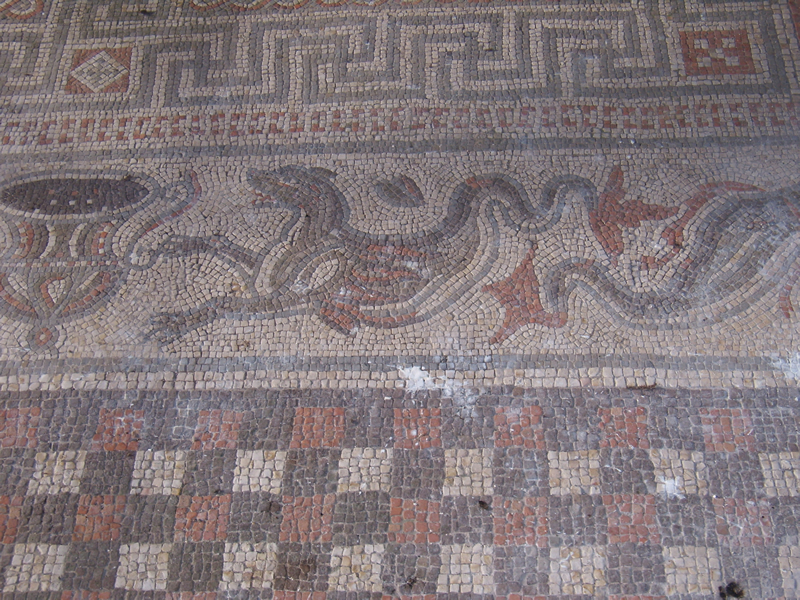
Swastika-Mäander-Muster und Kelch
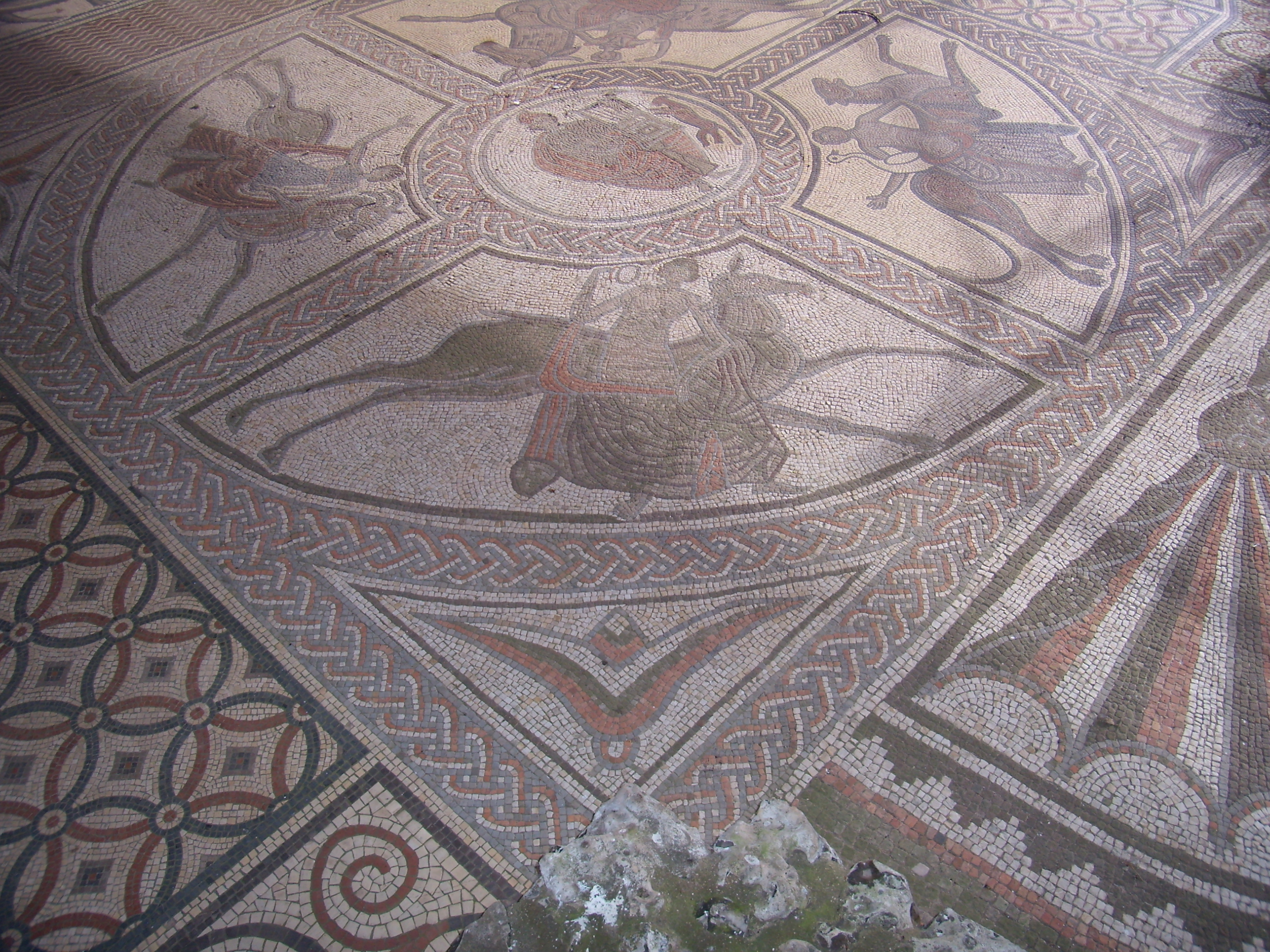
Ineinander greifende Kreise, unten links (Dekoration ist moderne Restaurierung nach alten Zeichnungen)